# Akbarabad
Akbarābād o Āq Barābād (farsi اكبراباد) è un centro abitato dell'Iran dello shahrestān di Shiraz, circoscrizione Centrale, nella provincia di Fars, in Iran. Aveva, nel 2006, una popolazione di 5.837 abitanti.